# Сирет
Сирет (рум. Siret, пољ. Seret) је мали град у северној Румунији на граници са Украјином. Град је дао име истоименој реци која протиче кроз њега. По подацима из 2007. у месту је живело 9.411 становника. Сирет се први пут помиње 1340.

## Становништво
У односу на попис из 2002, број становника на попису из 2011. се смањио.
| 1966. | 1977. | 1992.  | 2002. | 2011. |
| ----- | ----- | ------ | ----- | ----- |
| 8.018 | 8.264 | 10.071 | 9.329 | 7.976 |